# 井上光央
井上 光央（いのうえ てるひさ、1932年1月28日 - ）は、毎日放送出身のフリーアナウンサー。

## 来歴・人物
東京都出身で巣鴨育ち。東京都立小石川高等学校を経て、早稲田大学第一政経学部卒業後、1955年に新日本放送（現在の毎日放送）にアナウンサーとして入社。大学時代は放送研究会に所属していた。
スポーツ実況を主とし、プロ野球・南海ホークス戦をはじめ、「選抜高等学校野球大会」では開会式17回、決勝戦22回を担当し、『センバツの生き字引』と呼ばれた。また、日本シリーズでは1985年の阪神対西武戦（甲子園球場の第4戦）、大阪スタヂアム最後のオールスターとなった1986年の第2戦(清原和博（当時・西武）のオールスター初ホームランでMVPを獲得）、1988年10月15日の大阪球場での南海最後の公式戦の実況を担当した。その他には、オリンピックでは1964年東京オリンピック・1972年札幌オリンピック・1972年ミュンヘンオリンピックでの実況を担当し日本が金メダルを獲得したバレーボールの実況、1967年のモハメド・アリ対ゾラー・フォーリーによるボクシング世界ヘビー級タイトルマッチの実況、男子ゴルフの「インターナショナルツアー・ダンロップフェニックストーナメント」では1974年の第1回から1984年の第11回までの実況、「甲子園ボウル」の実況を担当。「全国高等学校ラグビーフットボール大会」でも長く実況を務め、決勝戦を14回担当した。
1989年のラジオのラグビー実況によりアノンシスト賞グランプリを受賞した。
その他にも「あどりぶランド」などにも出演し、勤続40年の1994年に毎日放送を定年退社。定年後は2002年3月まで大阪芸術大学教授を、2005年3月までは同学非常勤講師を務めた。
2014年現在、講演活動が中心。大の落語ファンとして知られ、日本笑い学会理事を経て、同監事を務めている。
2016年3月22日付のGAORAの番組表にて、「第88回選抜高等学校野球大会」第3日第3試合の実況アナウンサーとして氏名が掲載されるハプニングがあった（実際の担当アナウンサーは井上雅雄で、放送当日に修正）。

## エピソード
近畿方言の接頭辞「ど」については1955年に大阪に初めて行った時に初めて知り、それまでは例えば父に弓道場に連れて行ってもらった時であっても、的の中心に矢を当てたら「まんまんなか」と言っていた。大阪に来て初めて接頭辞「ど」を知った際には「ど」が単なる強調の接頭辞であると考えており「ど真ん中のボールを三振」などという表現は「これ以上言うことない威力あるまんなかのボールを三振」という解釈をしていた。「ド近眼」も近眼の人を侮蔑した表現というより、近眼をさらに強調したものであると大阪に来た当初は理解した。